# 半田女子高等学校
半田女子高等学校（はんだじょしこうとうがっこう、英称:Handa Woman's High School）とは、徳島県美馬郡半田町（2024年8月現在、つるぎ町半田）にあった私立高等学校である。

## 沿革
- 1914年（大正03年） - 半田裁縫女学校として創立。創立者は近藤ナヲ[3]。
- 1925年（大正14年）4月 - 半田実業女学校に改称[4][5]
- 1946年（昭和21年） - 半田高等家政女学校に改称[4]
- 1948年（昭和23年） - 半田女子高等学校に改称[4]
- 1984年（昭和59年） - 廃校。これまでに約3,000人の卒業生を送り出した[6]。